# Dorstenia socotrana
Dorstenia socotrana là một loài thực vật có hoa trong họ Moraceae. Loài này được A.G.Mill. mô tả khoa học đầu tiên năm 1996.